# Голубаш, Юрий Фёдорович
Юрий Фёдорович Голубаш (1897-1973) — зоотехник, Герой Социалистического Труда.

## Биография
Родился 4 января 1897 года в Москве. Окончил три курса Московской сельскохозяйственной академии имени Тимирязева в 1924 году. С 1932 года по 1933 год был техническим директором совхоза «Красный маяк».
С 1941 по 1954 год был директором совхоза «Лесные поляны» Пушкинского района Московской области. Вступил в ВКП(б)/КПСС в 1944 году. Указом Президиума Верховного Совета от 9 октября 1949 года Голубашу Юрию Фёдоровичу присвоено звание Героя Социалистического Труда с вручением ордена Ленина и золотой медали «Серп и Молот».
С 1954 по 1957 год был заместителем Министра совхозов РСФСР.
Вышел на пенсию в 1957 году. Скончался в 1973 году. Урна с его прахом захоронена на Новодевичьем кладбище Москвы.